# Villegouge
Villegouge est une commune du Sud-Ouest de la France, située dans le département de la Gironde (région Nouvelle-Aquitaine).

## Géographie

### Communes limitrophes
Les communes limitrophes sont Galgon, Lugon-et-l'Île-du-Carnay, Saillans, Saint-Aignan, Saint-Germain-de-la-Rivière, Tarnès et Vérac.
| Vérac                    |                             | Galgon       |
| Tarnès                   | Villegouge                  | Saillans     |
| Lugon-et-l'Île-du-Carnay | Saint-Germain-de-la-Rivière | Saint-Aignan |

### Géologie
La commune est située sur un plateau d’altitude moyenne qui s’élève vers le sud. Le ruisseau de la Moulinasse et un de ses affluents de rive gauche s’y fraient un passage (bassin de l'Isle). Au point de vue géologique, Villegouge se situe à la limite entre deux types d’affleurements qui partagent grossièrement la commune : au nord du bourg : les sables du Périgord ; au sud, le calcaire.

### Climat
Pour des articles plus généraux, voir Climat de la Nouvelle-Aquitaine et Climat de la Gironde.
Historiquement, la commune est exposée à un climat océanique aquitain.  
En 2020, Météo-France publie une typologie des climats de la France métropolitaine dans laquelle la commune est exposée à un climat océanique et est dans la région climatique  Aquitaine, Gascogne, caractérisée par une pluviométrie abondante au printemps, modérée en automne, un faible ensoleillement au printemps, un été chaud (19,5 °C), des vents faibles, des brouillards fréquents en automne et en hiver et des orages fréquents en été (15 à 20 jours).
Pour la période 1971-2000, la température annuelle moyenne est de 12,8 °C, avec une amplitude thermique annuelle de 14,6 °C. Le cumul annuel moyen de précipitations est de 874 mm, avec 11,9 jours de précipitations en janvier et 7 jours en juillet. Pour la période 1991-2020, la température moyenne annuelle observée sur la station météorologique la plus proche, située sur la commune de Saint-Gervais à 13 km à vol d'oiseau, est de 13,9 °C et le cumul annuel moyen de précipitations est de 824,9 mm,. Pour l'avenir, les paramètres climatiques de la commune estimés pour 2050 selon différents scénarios d'émission de gaz à effet de serre sont consultables sur un site dédié publié par Météo-France en novembre 2022.

## Urbanisme

### Typologie
Au 1er janvier 2024, Villegouge est catégorisée commune rurale à habitat dispersé, selon la nouvelle grille communale de densité à sept niveaux définie par l'Insee en 2022.
Elle est située hors unité urbaine. Par ailleurs la commune fait partie de l'aire d'attraction de Bordeaux, dont elle est une commune de la couronne,. Cette aire, qui regroupe 275 communes, est catégorisée dans les aires de 700 000 habitants ou plus (hors Paris),.

### Occupation des sols

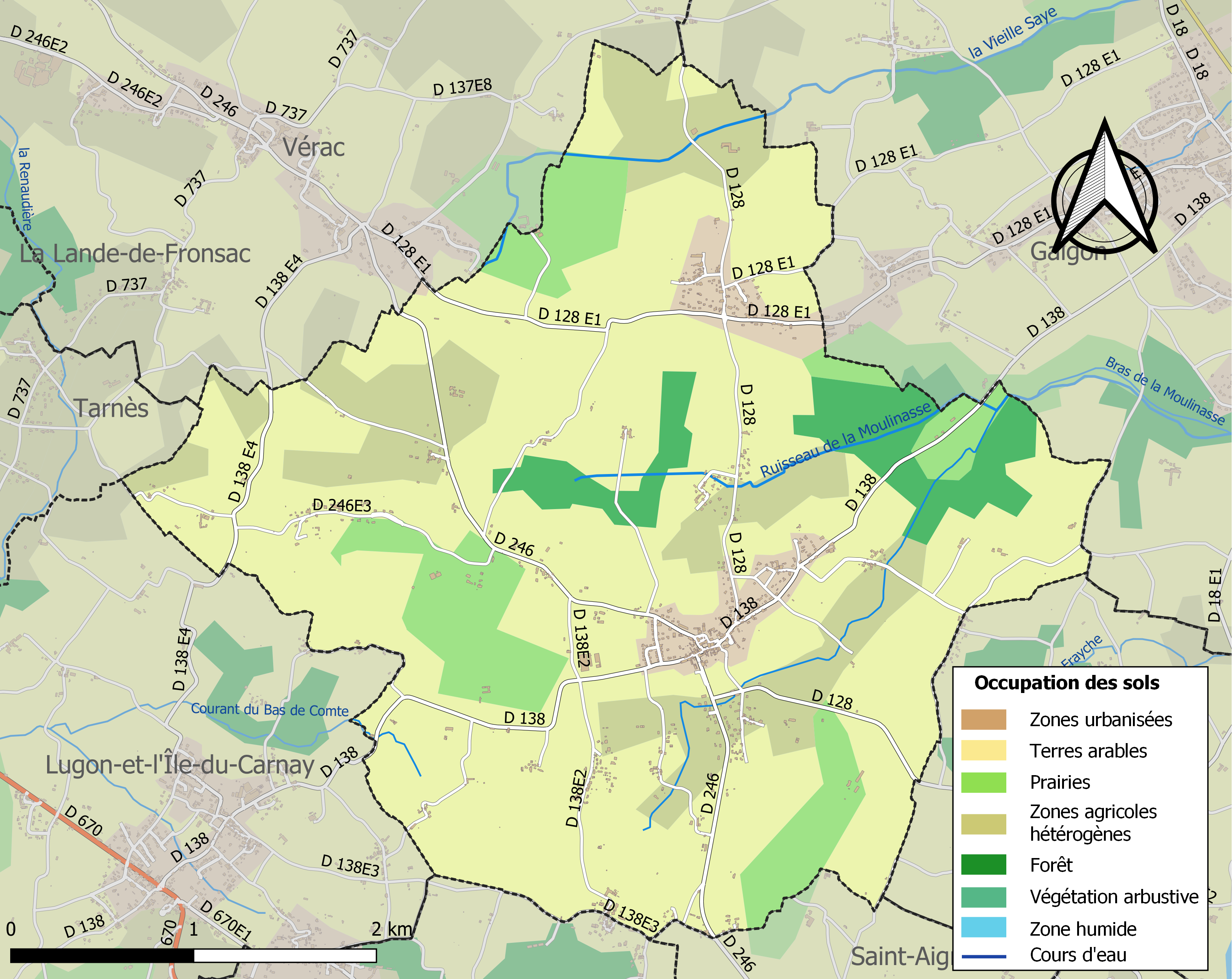
Carte des infrastructures et de l'occupation des sols de la commune en 2018 (CLC).

L'occupation des sols de la commune, telle qu'elle ressort de la base de données européenne d’occupation biophysique des sols Corine Land Cover (CLC), est marquée par l'importance des territoires agricoles (89,7 % en 2018), en diminution par rapport à 1990 (94,1 %). La répartition détaillée en 2018 est la suivante : 
cultures permanentes (63,9 %), zones agricoles hétérogènes (15,3 %), prairies (10,5 %), forêts (5,9 %), zones urbanisées (4,4 %). L'évolution de l’occupation des sols de la commune et de ses infrastructures peut être observée sur les différentes représentations cartographiques du territoire : la carte de Cassini (XVIIIe siècle), la carte d'état-major (1820-1866) et les cartes ou photos aériennes de l'IGN pour la période actuelle (1950 à aujourd'hui).

### Risques majeurs
Le territoire de la commune de Villegouge est vulnérable à différents aléas naturels : météorologiques (tempête, orage, neige, grand froid, canicule ou sécheresse), mouvements de terrains et séisme (sismicité faible). Un site publié par le BRGM permet d'évaluer simplement et rapidement les risques d'un bien localisé soit par son adresse soit par le numéro de sa parcelle.
Les mouvements de terrains susceptibles de se produire sur la commune sont des affaissements et effondrements liés aux cavités souterraines (hors mines). Par ailleurs, afin de mieux appréhender le risque d’affaissement de terrain, un inventaire national permet de localiser les éventuelles cavités souterraines sur la commune.

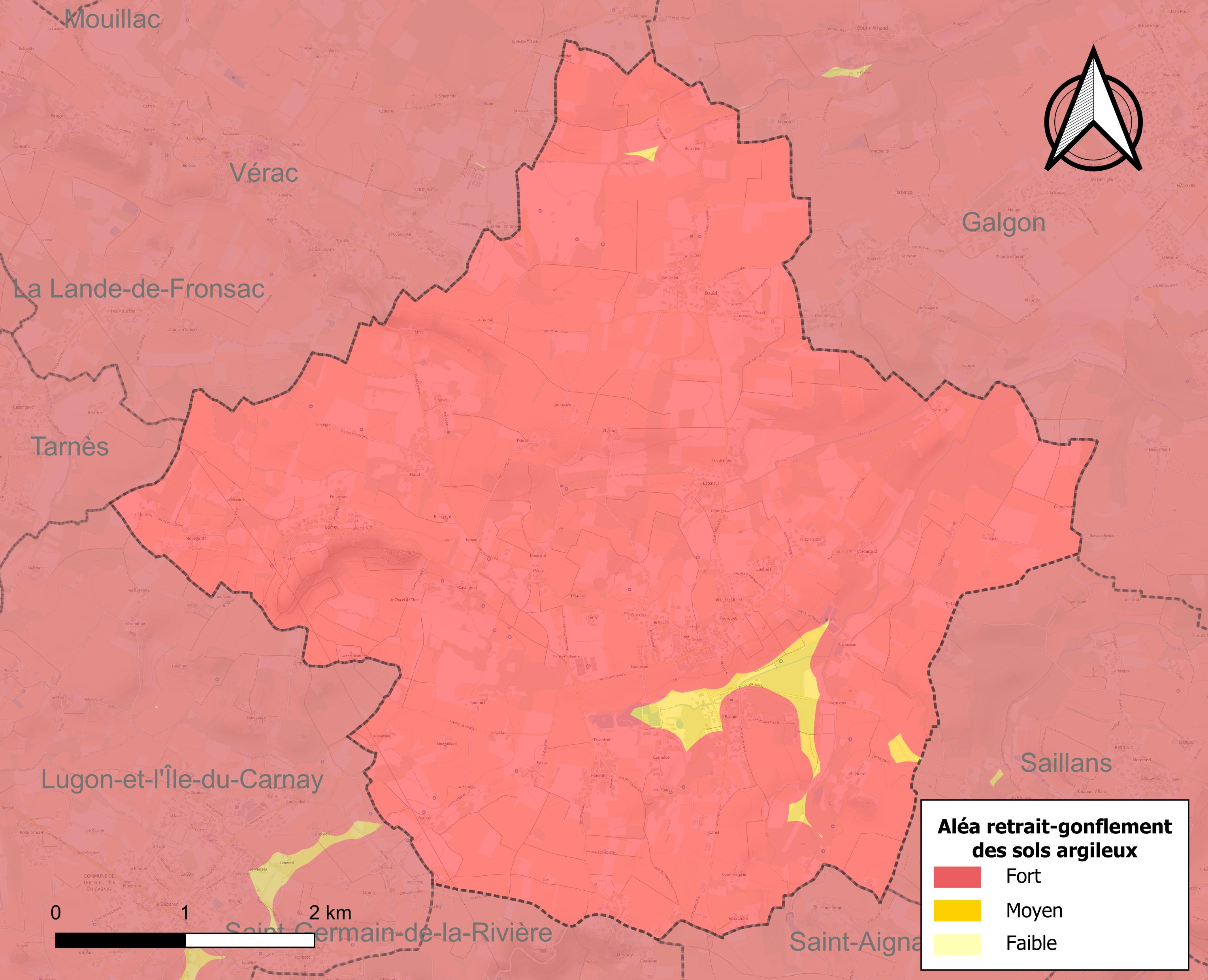
Carte des zones d'aléa retrait-gonflement des sols argileux de Villegouge.

Le retrait-gonflement des sols argileux est susceptible d'engendrer des dommages importants aux bâtiments en cas d’alternance de périodes de sécheresse et de pluie. La totalité de la commune est en aléa moyen ou fort (67,4 % au niveau départemental et 48,5 % au niveau national). Sur les 509 bâtiments dénombrés sur la commune en 2019,  509 sont en aléa moyen ou fort, soit 100 %, à comparer aux 84 % au niveau départemental et 54 % au niveau national. Une cartographie de l'exposition du territoire national au retrait gonflement des sols argileux est disponible sur le site du BRGM,.
La commune a été reconnue en état de catastrophe naturelle au titre des dommages causés par les inondations et coulées de boue survenues en 1982, 1983, 1999, 2009 et 2021, par la sécheresse en 2003, 2005 et 2011 et par des mouvements de terrain en 1999.

## Toponymie
Origine du nom : wisigothique ? ou plus exactement médiévale ; son nom à l'époque s'orthographiait : Villagosia. Il signifie sans doute ville des Goths, gardant le souvenir de l'époque wisigothique.

## Histoire
Les hommes du néolithique ont trouvé sur le tertre de Thouil le meilleur des sites pour y fixer leur camp ; l’emplacement de leurs cabanes,
des débris de cuisine et autres tessons de céramiques nous renseignent avec exactitude sur leur vie.  Le tertre est pratiquement toujours occupé aux différentes périodes ; à l’époque gallo-romaine toutefois, les vestiges archéologiques les plus nombreux se trouvent vers Meyney et Canet, car proches de la villa de Saint-Aignan.
Les documents médiévaux tendent à montrer que la commune a beaucoup souffert des dégâts de la guerre de Cent Ans.

## Politique et administration

### Liste des maires
| Période                                  | Période  | Identité         | Étiquette | Qualité   |
| ---------------------------------------- | -------- | ---------------- | --------- | --------- |
| Les données manquantes sont à compléter. |          |                  |           |           |
| avant 1981                               | ?        | Jacques Obissier | DVG       |           |
| mars 2001                                | 2020     | Jeanine Medes    | DVD       | Retraitée |
| 2020                                     | En cours | Guillaume Valeix |           |           |

### Politique environnementale
Dans son palmarès 2024, le Conseil national de villes et villages fleuris de France a attribué deux fleurs à la commune.

## Démographie
L'évolution du nombre d'habitants est connue à travers les recensements de la population effectués dans la commune depuis 1793. Pour les communes de moins de 10 000 habitants, une enquête de recensement portant sur toute la population est réalisée tous les cinq ans, les populations de référence des années intermédiaires étant quant à elles estimées par interpolation ou extrapolation. Pour la commune, le premier recensement exhaustif entrant dans le cadre du nouveau dispositif a été réalisé en 2004.

En 2022, la commune comptait 1 291 habitants, en évolution de +2,54 % par rapport à 2016 (Gironde : +6,91 %, France hors Mayotte : +2,11 %).
| 1793 | 1800 | 1806 | 1821 | 1831 | 1836 | 1841 | 1846 | 1851 |
| ---- | ---- | ---- | ---- | ---- | ---- | ---- | ---- | ---- |
| 881  | 835  | 799  | 855  | 802  | 840  | 798  | 835  | 810  |

| 1856 | 1861 | 1866 | 1872 | 1876 | 1881 | 1886 | 1891 | 1896 |
| ---- | ---- | ---- | ---- | ---- | ---- | ---- | ---- | ---- |
| 810  | 800  | 866  | 863  | 877  | 877  | 775  | 774  | 768  |

| 1901 | 1906 | 1911 | 1921 | 1926 | 1931 | 1936 | 1946 | 1954 |
| ---- | ---- | ---- | ---- | ---- | ---- | ---- | ---- | ---- |
| 870  | 834  | 787  | 751  | 741  | 752  | 753  | 762  | 766  |

| 1962 | 1968 | 1975 | 1982 | 1990  | 1999  | 2004  | 2006  | 2009  |
| ---- | ---- | ---- | ---- | ----- | ----- | ----- | ----- | ----- |
| 709  | 715  | 773  | 968  | 1 100 | 1 107 | 1 161 | 1 155 | 1 219 |

| 2014  | 2019  | 2022  | - | - | - | - | - | - |
| ----- | ----- | ----- | - | - | - | - | - | - |
| 1 260 | 1 250 | 1 291 | - | - | - | - | - | - |

## Lieux et monuments
- Église Saint-Pierre de Villegouge, c’est une église romane du XIe siècle restaurée en 1880 et 1890. Sa porte du XVe siècle d’aspect roman présente cinq voussures en arc brisé, des courtes colonnes aux chapiteaux énormes. Sa nef a quatre travées dont seules les deux premières à l’est sont de la fin du XIIe siècle. Elle dépendait, jusqu’au XVIe, de l’abbaye de Saint-Sauveur-de-Blaye ; puis elle fut unie au couvent des pères minimes de Bordeaux.
- Château de Pommiers : Propriété à cheval sur la commune et sur Vérac.

## Personnalités liées à la commune
- Évariste Dumoulin (1786-1833), journaliste
- Mlle Belly, fille du percepteur de Villegouge est la première femme diplômée de la faculté de médecine de Bordeaux en 1884[24].